# Beziehungen zwischen Aserbaidschan und den Vereinigten Staaten
Die bilateralen Beziehungen zwischen Aserbaidschan und den Vereinigten Staaten von Amerika (USA) führen vor allem zur Zusammenarbeit im energiepolitischen und sicherheitspolitischen Bereich.
Energiepolitische Interessen der USA in Aserbaidschan liegen sowohl bei der Baku-Tiflis-Ceyhan-Pipeline (Erdöl) und der Südkaukasus-Pipeline (Erdgas) als auch der Umsetzung von Gasleitungsprojekten im südlichen Korridor. Eine Unterstützung Aserbaidschans im Kampf gegen den Terrorismus und Drogenhandel ist für die USA auch von großer Bedeutung.

## Geschichte
Das erste offizielle Treffen zwischen Vertretern Aserbaidschans und der Vereinigten Staaten fand 1919 nach dem Ende des Ersten Weltkriegs im Rahmen der Pariser Friedenskonferenz statt. Beim Treffen übergab die aserbaidschanische Delegation eine Mitteilung an den US-Präsidenten Woodrow Wilson. Die Mitteilung enthielt sechs Bitten bzw. Forderungen:
1. die Anerkennung der Unabhängigkeit der Demokratischen Republik Aserbaidschan durch die USA,
2. die Anwendung des 14-Punkte-Programms von US-Präsident Woodrow Wilson auf Aserbaidschan, insbesondere des Selbstbestimmungsrechtes der Völker,
3. die Teilnahme der aserbaidschanischen Delegation an der Pariser Friedenskonferenz,
4. die Gewährleistung einer Mitgliedschaft Aserbaidschans beim Völkerbund,
5. die militärische Unterstützung Aserbaidschans durch die USA und
6. die Weiterentwicklung der diplomatischen Beziehungen zwischen den USA und Aserbaidschan.[3]

Im Januar 1920 wurde die Unabhängigkeit der Aserbaidschanischen Demokratischen Republik von den Vereinigten Staaten de facto anerkannt.
Nach dem unfreiwilligen Anschluss Aserbaidschans an die Sowjetunion ab April 1920 gab es keine direkten bilateralen diplomatischen Beziehungen zwischen der Aserbaidschanischen SSR und den USA.
Nach der Unabhängigkeit Aserbaidschans 1991 wurden 1992 diplomatische Beziehungen zwischen den USA und Aserbaidschan reaktiviert. Der damalige US-Präsident George H. W. Bush teilte am 25. Dezember 1991 die Anerkennung der Wiederherstellung der Unabhängigkeit Aserbaidschans durch die USA mit. Im März 1992 eröffnete Aserbaidschan in Washington, D.C. eine diplomatische Vertretung; das US-Außenministerium eröffnete im November 1992 eine Vertretung in Baku.
Staatsbesuche
Im September 1994 fand erstmals ein Arbeitsbesuch eines aserbaidschanischen Präsidenten in den USA statt. Heydər Əliyev traf sich dort mit US-Präsident Bill Clinton.   
2005 besuchten die US-Senatoren Barack Obama und Richard Lugar Aserbaidschan.
Während der 72. Sitzung der Generalversammlung der Vereinten Nationen traf sich der aserbaidschanische Präsident İlham Əliyev im September 2017 mit US-Präsident Donald Trump in New York.

## Bilaterale Beziehungen seit 1992

### Sicherheitspolitische Zusammenarbeit
Sicherheitspolitisch kooperiert Aserbaidschan mit den USA eng im Rahmen der NATO. Aserbaidschan und die USA arbeiten zusammen, um die nukleare Waffenverbreitung und den Drogenhandel zu bekämpfen sowie die Sicherheit in der Kaspischen Region zu fördern. Aserbaidschan unterhält eine militärische Partnerschaft mit der Oklahoma National Guard im Rahmen des staatlichen Partnerschaftsprogramms (SPP) des US-Verteidigungsministeriums.

### Wirtschaftliche Zusammenarbeit
Die USA und Aserbaidschan sind wichtige Handelspartner und haben einen bilateralen Investitionsvertrag. Eine US-Aserbaidschanische Wirtschaftspartnerschaftskommission dient der Weiterentwicklung der bilateralen Zusammenarbeit im Bereich Handel und Investitionen. Eine energiepolitische Zusammenarbeit liegt im Interesse beider Länder. Die USA unterstützen Aserbaidschan beim Export seiner Energieressourcen in westliche Länder.
Der staatliche Ölfonds von Aserbaidschan (englisch kurz SOFAZ) hat etwa drei Milliarden US-Dollar in den USA investiert. 2012 eröffnete die staatliche Ölgesellschaft Aserbaidschans (englisch kurz SOCAR) eine Repräsentanz in Washington, D.C.